# 民政府・群島政府知事等一覧

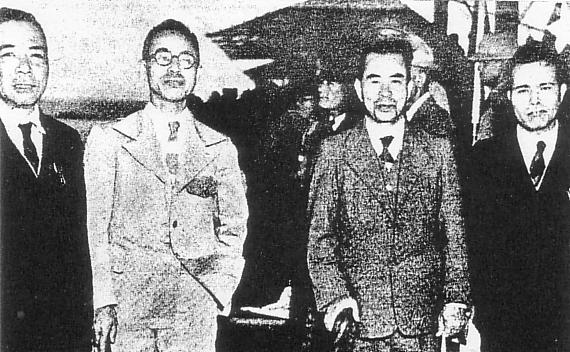
各群島知事ら4人の集合写真（1950年）

民政府・群島政府知事等一覧（みんせいふ・ぐんとうせいふちじとういちらん）は、現在の沖縄県の沖縄諸島・宮古列島・八重山列島、鹿児島県の奄美群島にそれぞれ設置された、民政府・群島政府などの地方行政機関の首長一覧である。

## 沖縄群島
（出典:）
| 沖縄諮詢会委員長 |      |            |                           |                           |
| 代               | 写真 | 氏名       | 任期初日                  | 任期終日                  |
| 1                |      | 志喜屋孝信 | 1945年（昭和20年）8月20日 | 1946年（昭和21年）4月24日 |
| 沖縄知事         |      |            |                           |                           |
| 代               | 写真 | 氏名       | 任期初日                  | 任期終日                  |
| 1                |      | 志喜屋孝信 | 1946年（昭和21年）4月24日 | 1950年（昭和25年）11月3日 |
| 沖縄群島知事     |      |            |                           |                           |
| 代               | 写真 | 氏名       | 任期初日                  | 任期終日                  |
| 1                |      | 平良辰雄   | 1950年（昭和25年）11月4日 | 1952年（昭和27年）1月30日 |

## 宮古群島
（出典:）
| 宮古支庁長   |      |            |                            |                            |
| 代           | 写真 | 氏名       | 任期初日                   | 任期終日                   |
| 1            |      | 島袋慶輔   | 1945年（昭和20年）12月8日  | 1946年（昭和21年）10月1日  |
| 2            |      | 西原雅一   | 1946年（昭和21年）10月1日  | 1947年（昭和22年）2月2日   |
| 3            |      | 具志堅宗精 | 1947年（昭和22年）2月2日   | 1947年（昭和22年）3月21日  |
| 宮古知事     |      |            |                            |                            |
| 代           | 写真 | 氏名       | 任期初日                   | 任期終日                   |
| 1            |      | 具志堅宗精 | 1947年（昭和21年）3月21日  | 1950年（昭和25年）11月17日 |
| 宮古群島知事 |      |            |                            |                            |
| 代           | 写真 | 氏名       | 任期初日                   | 任期終日                   |
| 1            |      | 西原雅一   | 1950年（昭和25年）11月18日 | 1952年（昭和27年）3月11日  |

## 八重山群島
（出典:）
| 八重山支庁長   |      |            |                            |                            |
| 代             | 写真 | 氏名       | 任期初日                   | 任期終日                   |
| 1              |      | 宮良長詳   | 1945年（昭和20年）12月28日 | 1946年（昭和21年）10月21日 |
| 2              |      | 吉野高善   | 1946年（昭和21年）10月21日 | 1947年（昭和22年）1月23日  |
| 八重山仮支庁長 |      |            |                            |                            |
| 代             | 写真 | 氏名       | 任期初日                   | 任期終日                   |
| 1              |      | 吉野高善   | 1947年（昭和22年）1月24日  | 1947年（昭和22年）3月21日  |
| 八重山知事     |      |            |                            |                            |
| 代             | 写真 | 氏名       | 任期初日                   | 任期終日                   |
| 1              |      | 吉野高善   | 1947年（昭和22年）3月21日  | 1950年（昭和25年）11月6日  |
| 八重山群島知事 |      |            |                            |                            |
| 代             | 写真 | 氏名       | 任期初日                   | 任期終日                   |
| 1              |      | 安里積千代 | 1950年（昭和25年）11月7日  | 1952年（昭和27年）3月2日   |

## 奄美群島
（出典:）
| 大島支庁長           |      |          |                            |                            |
| 代                   | 写真 | 氏名     | 任期初日                   | 任期終日                   |
| 1                    |      | 豊島至   | 1946年（昭和21年）3月30日  | 1946年（昭和21年）10月3日  |
| 臨時北部南西諸島知事 |      |          |                            |                            |
| 代                   | 写真 | 氏名     | 任期初日                   | 任期終日                   |
| 1                    |      | 豊島至   | 1946年（昭和21年）10月3日  | 1947年（昭和22年）9月20日  |
| 2                    |      | 中江実孝 | 1947年（昭和22年）9月26日  | 1950年（昭和25年）9月27日  |
| 3                    |      | 吉田嘉   | 1950年（昭和25年）9月27日  | 1950年（昭和25年）11月24日 |
| 奄美群島知事         |      |          |                            |                            |
| 代                   | 写真 | 氏名     | 任期初日                   | 任期終日                   |
| 1                    |      | 中江実孝 | 1950年（昭和25年）11月25日 | 1952年（昭和27年）3月6日   |